# 賴默爾山

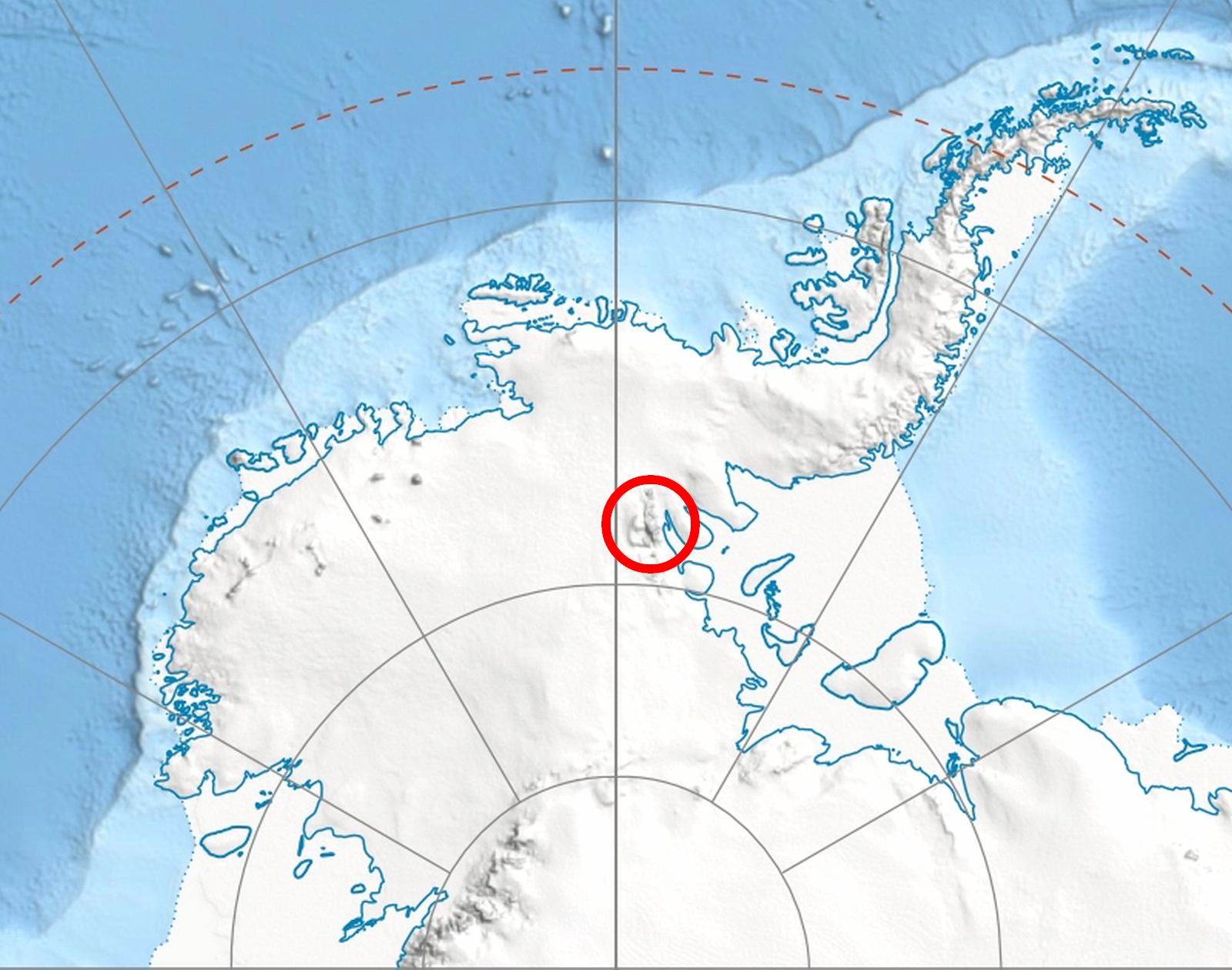

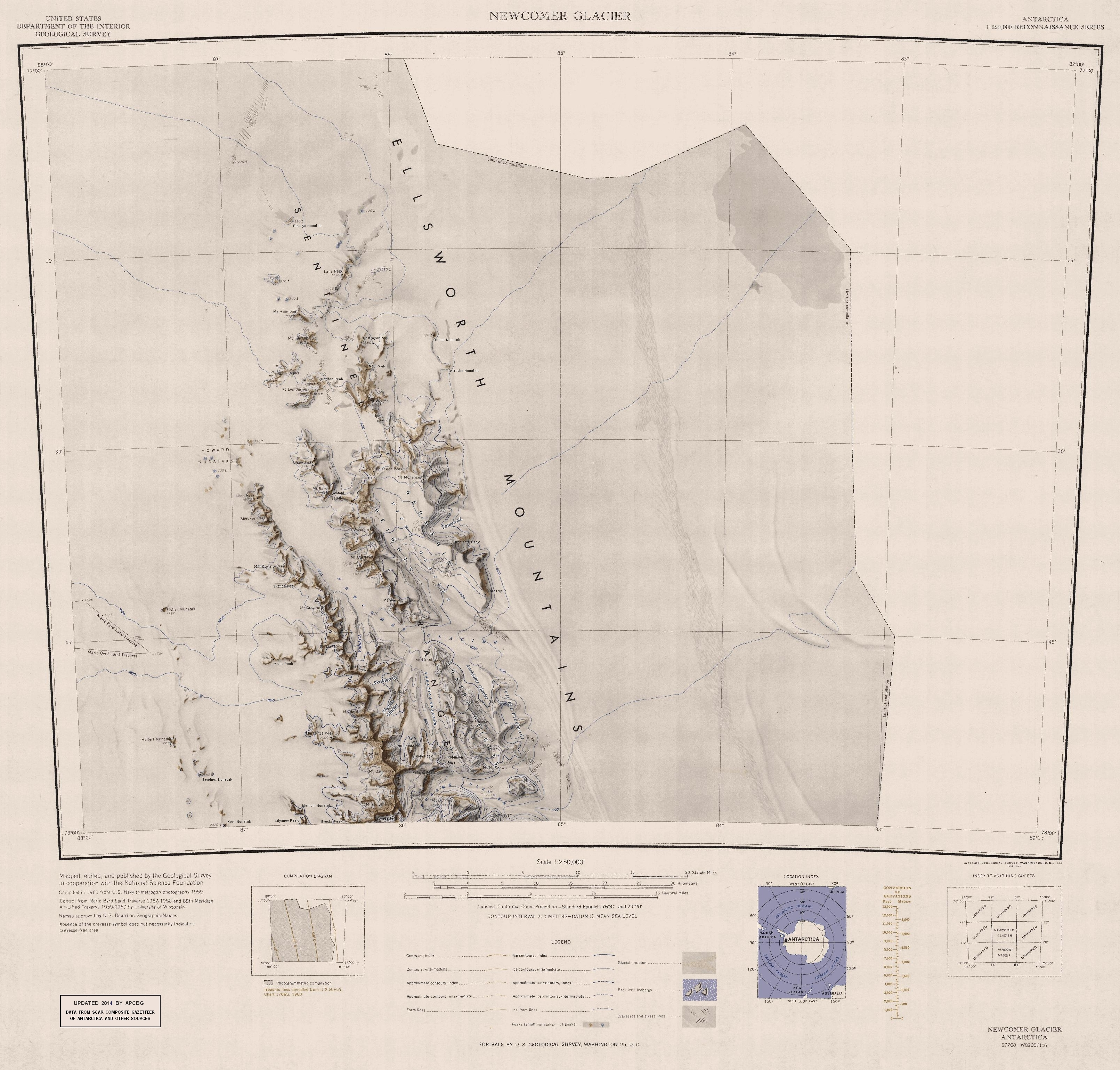

77°48′S 86°12′W / 77.800°S 86.200°W
賴默爾山（英語：Mount Reimer）是南極洲的山峰，位於埃爾斯沃思地，屬於埃爾斯沃思山脈中森蒂納爾嶺的一部分，處於紐卡默冰川南岸，海拔高度2,430米，現時由南極條約體系管理。